# Assassin's Creed: Valhalla - La saga di Geirmund
Assassin's Creed Valhalla - La saga di Geirmund (Assassin's Creed: Valhalla - Geirmund's saga) è un romanzo di Matthew J. Kirby. Il protagonista è Geirmund, norreno trasferitosi in Inghilterra. Pur avendo la stessa ambientazione di Assassin's Creed: Valhalla i protagonisti e la trama sono differenti.
Metà del IX secolo d.C. Gli orgogliosi re del Wessex hanno a lungo sognato un'Inghilterra unificata, ma, quando una nuova minaccia giunge da Est, la loro sovranità viene messa in pericolo. Per la prima volta nella loro storia, i clan vichinghi della Norvegia e della Danimarca hanno infatti unito le forze e indirizzato i loro guerrieri verso le fertili e verdeggianti coste sassoni, armati e pronti a conquistare questo ricco regno per il loro popolo. Figlio cadetto del re norvegese Hjörr, Geirmund Pellaccia-di-Hel decide di partire da solo all'avventura per dimostrare il suo valore di vichingo e combattente. Un periglioso viaggio per mare lo porta a incontrare Völund, una creatura sospesa tra mito e realtà che gode di una fama antica e divina per la straordinaria abilità di fabbro. Da lui, Geirmund riceve in dono un misterioso bracciale in oro e rune che sembra portare con sé una profezia, foriera di grande potere ma anche di gravi tradimenti. E mentre Geirmund scala le gerarchie del leggendario esercito di Guthrum, dovrà usare tutta la sua astuzia per affrontare i tanti pericoli di una terra devastata dalla guerra. Combattendo al fianco del suo manipolo di leali soldati, il fato lo condurrà presto a dover scegliere tra l'onore e la fama in un conflitto vecchio quanto gli stessi dei.